# Hajós Lajos
Hajós Lajos, születési és 1882-ig használt nevén Hamburg Lajos (Petőszinye, 1870. július 7. – Budapest, Józsefváros, 1930. július 2.) ideg- és elmegyógyász, orvostudományi író, egyetemi magántanár.

## Élete
Hajós Mór (1826–1889) Abaúj-Torna vármegyei nagybérlő és Schwartz Róza (1827–1925) fiaként született. Középiskoláit Kassán és Budapesten végezte, majd orvosi tanulmányokat folytatott a magyar fővárosban, Bécsben és Frankfurtban. Már medikus korában az idegrendszer bonc- és szövettanával foglalkozott, Krafft-Ebing és Theodor Meynert professzorok vezetése alatt, majd a Budapesti Tudományegyetemen Laufenauer Károly mellett volt tanársegéd, később pedig Karl Weigert frankfurti intézetében folytatott ideg-szövettani tanulmányokat. 1909-ben a Budapesti Tudományegyetem Jog- és Államtudományi Karán a bűnügyi lélektan és elmekórtan magántanára lett. Az első világháború alatt az egyik budapesti helyőrségi kórház elme- és idegosztályát vezette. Több mint két évtizedig az Országos Társadalombiztosító Intézet idegosztályának főorvosa volt. Az orvosi szaklapokban számos tanulmánya jelent meg. Főképp a funkciós idegbetegségekről és az epilepsziáról, valamint a bűnügyi lélek- és elmekórtan körében írt. Mint publicista és előadó, főként az erkölcstan és jellemképződés egészségtani jelentőségeivel foglalkozott. Az Országos Közegészségügyi Tanács rendkívüli tagja volt.

## Családja
Házastársa Balajthy Hermina (1868–1930) volt, Balajthy Imre és Sauer Hermina lánya, akit 1897. október 16-án Budapesten, a Ferencvárosban vett nőül.
Sógora Ranschburg Pál (1870–1945) elme- és ideggyógyász volt.

## Főbb művei
- A hysteriás anaesthesiák kísérletes psychologiája. Ranschburg Pállal. (Magyar Orvosi Archivum, 1897, 6.)
- A férfiak és nők functionalis idegességéről. (Orvosi Hetilap, 1898, 49–52.)
- Az idegesség férfiaknál és nőknél. Budapest, 1899
- Az idegrendszer syphilise. Budapest, 1899
- Kettős lelkek. A terheltek circularis elmezavaráról. Bírálati tanulmány. Budapest, 1899
- Általános psychopathologia. (Budapest, 1902, 2. kiadás. 1913, németül: Allgemeine Psychopathologie)
- A Neurolin mint tonico-sedativum. (Budapesti Orvosi Ujsag, 1910, 32.)
- Stryclinismel combinált arsenes injectiók (strychnotonin) therapiás értékéről. (Budapesti Orvosi Ujsag, 1916, 36.)